# Génesis Carmona
Génesis Cristina Carmona Tovar (20 tháng 9 năm 1991 – 19 tháng 2 năm 2014) là một người mẫu thời trang người Venezuela, nữ hoàng sắc đẹp và đồng thời cũng là một sinh viên đại học. Cô đã bị giết trong khi phản đối Chính phủ Venezuela trong các cuộc biểu tình của Venezuela năm 2014. Sau đó, cô trở thành biểu tượng phản đối chính phủ Nicolás Maduro trong thời gian diễn ra các cuộc biểu tình tại Venezuela.

## Sự nghiệp
Sinh ra và được đào tạo tại Carabobo, Carmona nghiên cứu ngành nghiên cứu xã hội tại Universidad Tecnológica del Centro, một trường đại học địa phương nằm ở vùng vệ tinh phía đông của Thành phố Valencia Alianza thuộc vùng thủ phủ bang Carabobo ở Venezuela.
Thời kỳ ban đầu, cô tham gia vào các sự kiện thời trang được tổ chức tại thành phố Valencia, chẳng hạn như Venezuela Moda và Tuần lễ thời trang Valencia. Năm 2010, cô là một ứng cử viên sáng giá cho danh hiệu Hoa hậu Venezuela 2010, mặc dù cô không đủ điều kiện tham dự cuộc thi. Năm 2013, khi 21 tuổi, cô tham gia một cuộc thi sắc đẹp khu vực bang Carabobo của mình, giành được một trong những danh hiệu và trở thành ngôi sao năm 2013 với danh hiệu Hoa hậu Turismo Carabobo.

## Qua đời
Vào ngày 18 tháng 2 năm 2014, Carmona tham gia một cuộc biểu tình chống chính phủ. Những người biểu tình, mặc áo trắng, lên kế hoạch diễu hành xuống Đại lộ Cedeño đến quảng trường Plaza de Toros. Cuộc diễu hành gặp phải các chướng ngại quân sự và ngăn cản hàng trăm người biểu tình tiến lên, với những người tham gia quyết định phản đối trong không gian mà họ bị giam giữ. Lúc 3 giờ 30 chiều, các chuyên gia chính trị ủng hộ chính phủ đã đến hiện trường và bắt đầu tấn công cuộc biểu tình với "chai lọ, đá và cả súng bắn lửa". Khi các phát súng vang lên, các cá nhân biểu tình bắt đầu lẩn tránh vào Cedeño Mall, tìm nơi trú ẩn các viên đạn được bắn ra.
Cuộc tấn công dẫn đến hậu quả là làm một số người biểu tình phản đối bị thương, 8 trong số những người bị thương do vết thương do đạn bắn, bao gồm Carmona, bị thương do đạn bắn vào sau đầu. Các nhân chứng đã mô tả rằng cô đã ngã xuống đất sau khi một viên đạn xuyên qua khu vực sọ bên trái của cô. Carmona sau đó được đưa vào Khoa hồi sức Cấp cứu. Một ngày sau đó vào ngày 19 tháng 2 lúc 12 giờ 15 chiều, cô đã chết vì tổn thương não "nghiêm trọng" do chấn thương do đạn và mất máu vào ngày hôm sau. Bác sĩ Carlos Rosales giải thích rằng viên đạn vẫn còn trong não của Carmona và rằng nếu cô sống sót, cô vẫn sẽ bị mù.